# Supercopa Argentina 2018
La Supercopa Argentina 2018, llamada Supercopa Argentina «La Nueva Seguros» 2018 por motivos de patrocinio comercial, fue la séptima edición de este certamen. La disputaron el Club Atlético Boca Juniors, ganador del Campeonato de Primera División 2017-18 y el Club Atlético Rosario Central, campeón de la Copa Argentina 2017-18. El partido se disputó el 2 de mayo de 2019, en el estadio Malvinas Argentinas, de la ciudad de Mendoza.
El campeón fue Boca Juniors tras vencer a Rosario Central en los tiros desde el punto penal por 6–5, luego de empatar en cero en los noventa minutos.

## Equipos clasificados
| Boca Juniors    | Campeón de la Superliga Argentina 2017-18 |
| Rosario Central | Campeón de la Copa Argentina 2017-18      |

## Partido
| 2 de mayo de 2019, 21:10 (UTC-3) | Boca Juniors                                                 | 0:0 (6:5 p.)               | Rosario Central                                         | Estadio Malvinas Argentinas, Mendoza |                                |
|                                  |                                                              | Reporte                    |                                                         | Árbitro(s): Fernando Rapallini       | Árbitro(s): Fernando Rapallini |
|                                  |                                                              | Tiros desde el punto penal |                                                         |                                      |                                |
|                                  | - Benedetto - Tévez - Pavón - Villa - Buffarini - Izquierdoz |                            | - Ortigoza - Gil - Parot - Zampedri - Caruzzo - Rinaudo |                                      |                                |

### Ficha
| 31         | ARQ        | Esteban Andrada   |     |
| 4          | DEF        | Julio Buffarini   |     |
| 20         | DEF        | Lisandro López    |     |
| 24         | DEF        | Carlos Izquierdoz |     |
| 3          | DEF        | Emmanuel Mas      |     |
| 22         | MED        | Sebastián Villa   |     |
| 15         | MED        | Nahitán Nández    |     |
| 23         | MED        | Iván Marcone      |     |
| 30         | MED        | Emanuel Reynoso   | 61' |
| 19         | DEL        | Mauro Zárate      | 78' |
| 9          | DEL        | Darío Benedetto   |     |
| Entrenador | Entrenador | Gustavo Alfaro    |     |

| 1          | ARQ        | Jeremías Ledesma   |     |
| 32         | DEF        | Facundo Almada     |     |
| 2          | DEF        | Matías Caruzzo     |     |
| 19         | DEF        | Miguel Barbieri    |     |
| 24         | DEF        | Alfonso Parot      |     |
| 12         | MED        | Nahuel Molina      |     |
| 13         | MED        | Rodrigo Villagra   | 74' |
| 21         | MED        | Fabián Rinaudo     |     |
| 5          | MED        | Leonardo Gil       |     |
| 34         | DEL        | Maximiliano Lovera | 84' |
| 9          | DEL        | Claudio Riaño      | 64' |
| Entrenador | Entrenador | Diego Cocca        |     |

| 10 | DEL | Carlos Tévez   | 61' |
| 7  | DEL | Cristian Pavón | 78' |

| 20 | DEL | Fernando Zampedri | 64' |
| 7  | MED | Joaquín Pereyra   | 74' |
| 10 | MED | Néstor Ortigoza   | 84' |

|                   |                  | 0:1 | Acierto de penal         | Néstor Ortigoza   |
| Darío Benedetto   | Acierto de penal | 1:1 |                          |                   |
|                   |                  | 1:2 | Acierto de penal         | Leonardo Gil      |
| Carlos Tévez      | Acierto de penal | 2:2 |                          |                   |
|                   |                  | 2:3 | Acierto de penal         | Alfonso Parot     |
| Cristian Pavón    | Acierto de penal | 3:3 |                          |                   |
|                   |                  | 3:4 | Acierto de penal         | Fernando Zampedri |
| Sebastián Villa   | Acierto de penal | 4:4 |                          |                   |
|                   |                  | 4:5 | Acierto de penal         | Matías Caruzzo    |
| Julio Buffarini   | Acierto de penal | 5:5 |                          |                   |
|                   |                  | 5:5 | Fallo de penal (atajado) | Fabián Rinaudo    |
| Carlos Izquierdoz | Acierto de penal | 6:5 |                          |                   |

| Amonestado | 18' | Julio Buffarini   |
| Amonestado | 41' | Emanuel Reynoso   |
| Amonestado | 45' | Carlos Izquierdoz |
| Amonestado | 90' | Sebastián Villa   |

| Amonestado | 67' | Facundo Almada  |
| Amonestado | 68' | Miguel Barbieri |
| Amonestado | 80' | Joaquín Pereyra |
| Amonestado | 88' | Alfonso Parot   |

| Árbitro             | Fernando Rapallini |
| Árbitros asistentes | Gabriel Chade      |
| Árbitros asistentes | Pablo González     |
| Cuarto árbitro      | Jorge Baliño       |

| 31         | ARQ        | Esteban Andrada   |     |
| 4          | DEF        | Julio Buffarini   |     |
| 20         | DEF        | Lisandro López    |     |
| 24         | DEF        | Carlos Izquierdoz |     |
| 3          | DEF        | Emmanuel Mas      |     |
| 22         | MED        | Sebastián Villa   |     |
| 15         | MED        | Nahitán Nández    |     |
| 23         | MED        | Iván Marcone      |     |
| 30         | MED        | Emanuel Reynoso   | 61' |
| 19         | DEL        | Mauro Zárate      | 78' |
| 9          | DEL        | Darío Benedetto   |     |
| Entrenador | Entrenador | Gustavo Alfaro    |     |

| 1          | ARQ        | Jeremías Ledesma   |     |
| 32         | DEF        | Facundo Almada     |     |
| 2          | DEF        | Matías Caruzzo     |     |
| 19         | DEF        | Miguel Barbieri    |     |
| 24         | DEF        | Alfonso Parot      |     |
| 12         | MED        | Nahuel Molina      |     |
| 13         | MED        | Rodrigo Villagra   | 74' |
| 21         | MED        | Fabián Rinaudo     |     |
| 5          | MED        | Leonardo Gil       |     |
| 34         | DEL        | Maximiliano Lovera | 84' |
| 9          | DEL        | Claudio Riaño      | 64' |
| Entrenador | Entrenador | Diego Cocca        |     |

| 10 | DEL | Carlos Tévez   | 61' |
| 7  | DEL | Cristian Pavón | 78' |

| 20 | DEL | Fernando Zampedri | 64' |
| 7  | MED | Joaquín Pereyra   | 74' |
| 10 | MED | Néstor Ortigoza   | 84' |

|                   |                  | 0:1 | Acierto de penal         | Néstor Ortigoza   |
| Darío Benedetto   | Acierto de penal | 1:1 |                          |                   |
|                   |                  | 1:2 | Acierto de penal         | Leonardo Gil      |
| Carlos Tévez      | Acierto de penal | 2:2 |                          |                   |
|                   |                  | 2:3 | Acierto de penal         | Alfonso Parot     |
| Cristian Pavón    | Acierto de penal | 3:3 |                          |                   |
|                   |                  | 3:4 | Acierto de penal         | Fernando Zampedri |
| Sebastián Villa   | Acierto de penal | 4:4 |                          |                   |
|                   |                  | 4:5 | Acierto de penal         | Matías Caruzzo    |
| Julio Buffarini   | Acierto de penal | 5:5 |                          |                   |
|                   |                  | 5:5 | Fallo de penal (atajado) | Fabián Rinaudo    |
| Carlos Izquierdoz | Acierto de penal | 6:5 |                          |                   |

| Amonestado | 18' | Julio Buffarini   |
| Amonestado | 41' | Emanuel Reynoso   |
| Amonestado | 45' | Carlos Izquierdoz |
| Amonestado | 90' | Sebastián Villa   |

| Amonestado | 67' | Facundo Almada  |
| Amonestado | 68' | Miguel Barbieri |
| Amonestado | 80' | Joaquín Pereyra |
| Amonestado | 88' | Alfonso Parot   |

| Árbitro             | Fernando Rapallini |
| Árbitros asistentes | Gabriel Chade      |
| Árbitros asistentes | Pablo González     |
| Cuarto árbitro      | Jorge Baliño       |